# Autódromo de Pergusa
O Autódromo de Pergusa é um autódromo localizado em Pergusa, na Itália no entorno do lado de mesmo nome, o circuito foi inaugurado na década de 1960, recebeu o Grande Prêmio do Mediterrâneo, entre os anos de 1962 e 1998, recebeu o Campeonato Mundial de Superbike em 1989, em 1997 recebeu o Fesival da Ferrari.